# Bebe Neuwirth

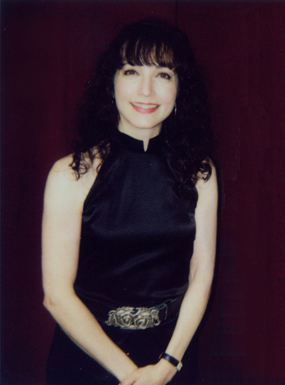
Bebe Neuwirth (2006)

Beatrice „Bebe“ Neuwirth (* 31. Dezember 1958 in Princeton, New Jersey) ist eine US-amerikanische Tänzerin, Theater-, Film- und Fernsehschauspielerin.

## Leben
Nach einer Tanz- und Ballettausbildung begann Bebe Neuwirth ihre Laufbahn als Tänzerin, spielte am Broadway, unter anderem in A Chorus Line und gewann 1986 einen  Tony Award für ihre Darstellung in Sweet Charity. Einen zweiten erhielt sie 1997 als beste weibliche Tänzerin für das Broadway-Musical Chicago.
Einem größeren Publikum bekannt wurde sie durch die Darstellung der Psychologin und Psychiaterin  Dr. Lilith Sternin in der amerikanischen Fernsehserie Cheers zwischen 1986 und 1993, eine Figur, die sie sporadisch auch in der Serie Frasier (1993–2004), einem Spin-off von Cheers, sowie 1992 in einer Folge der Serie Überflieger (Wings) verkörperte. Für die Darstellung der Lilith Sternin erhielt Neuwirth zwei Emmys. Von 2014 bis 2017 war sie in der Serie Madam Secretary zu sehen.
Zu den bekanntesten Filmen Neuwirths gehören Green Card (Peter Weir, 1990), Bugsy (Barry Levinson, 1991), Jumanji (Joe Johnston, 1995) und Celebrity – Schön. Reich. Berühmt. (Woody Allen, 1998).
Sie ist die Tochter des Mathematikers Lee Neuwirth. Von 1984 bis 1991 war sie mit dem Theaterdirektor Paul Dorman verheiratet.

## Filmografie (Auswahl)
- 1986–1993: Cheers (Fernsehserie, 80 Folgen)
- 1989: Teen Lover (Say Anything…)
- 1990: Green Card – Schein-Ehe mit Hindernissen (Green Card)
- 1991: Raumschiff Enterprise – Das nächste Jahrhundert (Star Trek: The Next Generation, Fernsehserie, Folge 4x15 Erster Kontakt)
- 1991: Bugsy
- 1993: Malice – Eine Intrige (Malice)
- 1994–2003: Frasier (Fernsehserie, 12 Folgen)
- 1995: Jumanji
- 1996: Wer ist Mr. Cutty? (The Associate)
- 1996: Die Legende von Pinocchio (The Adventures of Pinocchio)
- 1998: Celebrity – Schön. Reich. Berühmt. (Celebrity)
- 1998: The Faculty
- 1999: Liberty Heights
- 1999: Summer of Sam
- 2002: Alle lieben Oscar (Tadpole)
- 2003: Wie werde ich ihn los – in 10 Tagen? (How to Lose a Guy in 10 Days)
- 2004: Hawaii Crime Story (The Big Bounce)
- 2005: Game 6
- 2005–2006: Law & Order: Trial by Jury (Fernsehserie, 13 Folgen)
- 2009: Fame
- 2009–2011: Bored to Death (Fernsehserie, drei Folgen)
- 2012–2013: Good Wife (Fernsehserie, drei Folgen)
- 2013–2019: Blue Bloods – Crime Scene New York (Fernsehserie, neun Folgen)
- 2014–2017: Madam Secretary (Fernsehserie, 71 Folgen)
- 2019: Jumanji: The Next Level
- 2020: The Flight Attendant (Fernsehserie, zwei Folgen)
- 2022–2023: Julia (Fernsehserie, 16 Folgen)
- 2023: Frasier (Fernsehserie, Folge 1x07)